# Leontocebus
Leontocebus es un género de primates platirrinos de la familia Callitrichidae.  
Las especies de Leontocebus se clasificaron anteriormente dentro del género Saguinus.

## Clasificación
Hay 10 especies:
- Leontocebus cruzlimai
- Leontocebus fuscicollis
- Leontocebus fuscus
- Leontocebus illigeri
- Leontocebus lagonotus
- Leontocebus leucogenys
- Leontocebus nigricollis
- Leontocebus nigrifons
- Leontocebus tripartitus
- Leontocebus weddelli